# コールマン島
コールマン島（コールマンとう、英: Coulman Island）は、南極のロス海にある火山島である。島はニュージーランドが領有権を主張しているロス海属領内に位置しているが、南極条約に基づき領有権は凍結されている。

## 地理
南極大陸東南極、ヴィクトリアランドのジョーンズ岬の南東17kmに位置している。氷に覆われた島は複数の楯状火山で構成され、長さ33.3km、幅14.8km、面積342.6km²、最高地点は海抜1,998mに達し、島の南部には幅4.8km、深さ701mに及ぶコールマンカルデラが存在する。島にはコウテイペンギンが生息している。

## 歴史
島は1841年1月にジェームズ・クラーク・ロスによって発見され、島の名前はロスの義理の父であるトーマス・コールマンに因んで名付けられた。また、島の南端の岬は妻の名を記念してアン岬と名付けられている。島の北端のワズワース岬には1902年1月にロバート・スコットが島へ上陸した際に設置した南極史跡記念物に指定されている伝言ポスト（史跡番号：HSM-70）が存在する。

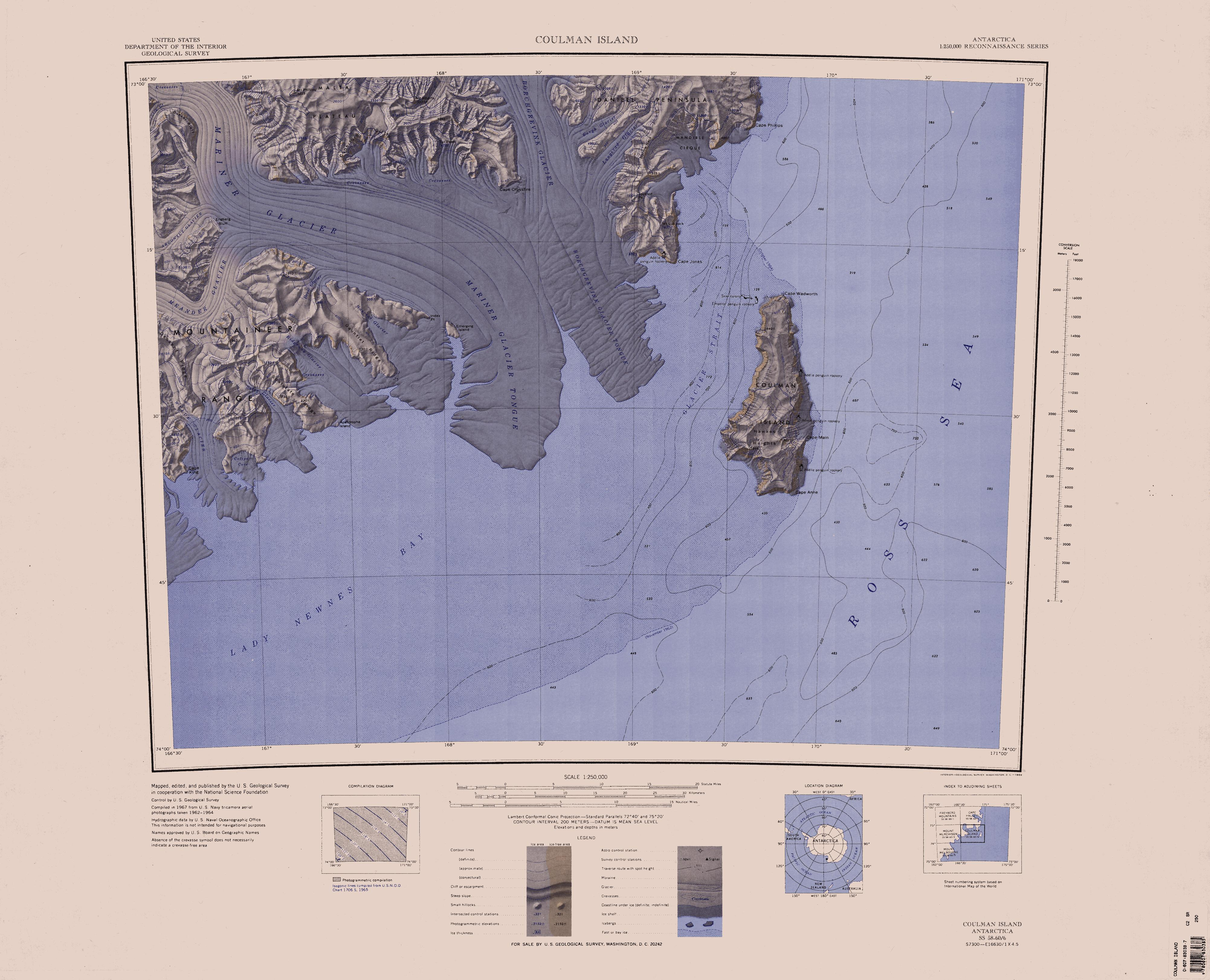
コールマン島と周辺の地形図